# Gran Premio motociclistico di Catalogna 2017
Il Gran Premio motociclistico di Catalogna 2017 è stato la settima prova del motomondiale del 2017, ventiduesima edizione della storia di questo specifico GP.
Le vittorie delle gare nelle tre classi sono state ad appannaggio di: Andrea Dovizioso in MotoGP, Álex Márquez in Moto2 e Joan Mir in Moto3.
A seguito dell'incidente che ha portato alla morte del pilota Luis Salom, il circuito viene modificato rispetto allo scorso anno. In questa nuova configurazione di 4.652 metri, la curva 13 (dove avvenne l'incidente di Salom) viene trasformata in una chicane, per dare maggiore spazio alla via di fuga. Questo nuovo disegno, però, viene bocciato dai piloti, i quali, dopo aver corso i primi due turni di prove libere, hanno chiesto alla commissione di sicurezza di tornare alla configurazione di 4.655 metri, la stessa usata dalla Formula 1.

## MotoGP
Seconda vittoria consecutiva per Andrea Dovizioso con la Ducati Desmosedici (il pilota italiano ha vinto la sua prima gara stagionale in occasione del precedente GP d'Italia), che giunge così alla sua personale tredicesima vittoria nel motomondiale, quarta in classe MotoGP. Dietro Dovizioso giungono i due piloti del team Repsol Honda, con Marc Márquez secondo e Dani Pedrosa terzo.
Maverick Viñales, decimo in questa gara, mantiene la prima posizione della classifica del campionato del mondo con 111 punti, incalzato da Dovizioso che lo segue a 7 lunghezze, mentre sale al terzo posto Márquez a 88 punti.

### Arrivati al traguardo
| Pos. | Nº | Pilota           | Squadra                     | Motocicletta       | Giri | Tempo     | Griglia | Punti |
| ---- | -- | ---------------- | --------------------------- | ------------------ | ---- | --------- | ------- | ----- |
| 1º   | 4  | Andrea Dovizioso | Ducati Team                 | Ducati Desmosedici | 25   | 44'41.518 | 7º      | 25    |
| 2º   | 93 | Marc Márquez     | Repsol Honda                | Honda RC213V       | 25   | +3.544    | 4º      | 20    |
| 3º   | 26 | Dani Pedrosa     | Repsol Honda                | Honda RC213V       | 25   | +6.774    | 1º      | 16    |
| 4º   | 99 | Jorge Lorenzo    | Ducati Team                 | Ducati Desmosedici | 25   | +9.608    | 2º      | 13    |
| 5º   | 5  | Johann Zarco     | Monster Yamaha Tech 3       | Yamaha YZR-M1      | 25   | +13.838   | 14º     | 11    |
| 6º   | 94 | Jonas Folger     | Monster Yamaha Tech 3       | Yamaha YZR-M1      | 25   | +13.921   | 8º      | 10    |
| 7º   | 19 | Álvaro Bautista  | Pull&Bear Aspar             | Ducati Desmosedici | 25   | +16.763   | 10º     | 9     |
| 8º   | 46 | Valentino Rossi  | Movistar Yamaha             | Yamaha YZR-M1      | 25   | +20.821   | 13º     | 8     |
| 9º   | 8  | Héctor Barberá   | Reale Avintia Racing        | Ducati Desmosedici | 25   | +23.952   | 6º      | 7     |
| 10º  | 25 | Maverick Viñales | Movistar Yamaha             | Yamaha YZR-M1      | 25   | +24.189   | 9º      | 6     |
| 11º  | 35 | Cal Crutchlow    | LCR Honda                   | Honda RC213V       | 25   | +28.329   | 17º     | 5     |
| 12º  | 76 | Loris Baz        | Reale Avintia Racing        | Ducati Desmosedici | 25   | +33.281   | 16º     | 4     |
| 13º  | 45 | Scott Redding    | Octo Pramac Racing          | Ducati Desmosedici | 25   | +35.200   | 11º     | 3     |
| 14º  | 17 | Karel Abraham    | Pull&Bear Aspar             | Ducati Desmosedici | 25   | +39.436   | 18º     | 2     |
| 15º  | 53 | Esteve Rabat     | EG 0,0 Marc VDS             | Honda RC213V       | 25   | +40.872   | 19º     | 1     |
| 16º  | 29 | Andrea Iannone   | Suzuki Ecstar               | Suzuki GSX-RR      | 25   | +43.221   | 12º     |       |
| 17º  | 50 | Sylvain Guintoli | Suzuki Ecstar               | Suzuki GSX-RR      | 25   | +44.655   | 22º     |       |
| 18º  | 44 | Pol Espargaró    | Red Bull KTM Factory Racing | KTM RC16           | 25   | +48.993   | 20º     |       |
| 19º  | 22 | Sam Lowes        | Aprilia Racing Team Gresini | Aprilia RS-GP      | 25   | +55.492   | 21º     |       |

### Ritirati
| Nº | Pilota          | Squadra                     | Motocicletta       | Giri | Griglia |
| -- | --------------- | --------------------------- | ------------------ | ---- | ------- |
| 9  | Danilo Petrucci | Octo Pramac Racing          | Ducati Desmosedici | 23   | 3º      |
| 43 | Jack Miller     | EG 0,0 Marc VDS             | Honda RC213V       | 13   | 15º     |
| 41 | Aleix Espargaró | Aprilia Racing Team Gresini | Aprilia RS-GP      | 7    | 5º      |

### Non partito
| Nº | Pilota        | Squadra                     | Motocicletta |
| -- | ------------- | --------------------------- | ------------ |
| 38 | Bradley Smith | Red Bull KTM Factory Racing | KTM RC16     |

## Moto2
La seconda gara della giornata viene vinta da Álex Márquez con la Kalex Moto2 del team EG 0,0 Marc VDS, questa è per il pilota spagnolo la seconda vittoria stagionale, sesta della sua carriera nel motomondiale. Salgono sul palco di premiazione del podio anche Mattia Pasini (secondo) e Thomas Lüthi (terzo).
Franco Morbidelli, sesto in questa gara, mantiene la prima posizione della classifica piloti con 123 punti, anche se vede avvicinarsi i suoi diretti avversari, con Lüthi secondo a 116 punti e Márquez terzo a 103.
Il 2 luglio viene comunicata la squalifica di Mattia Pasini da parte della FIM, in quanto nella sua moto viene rilevato un lubrificante non conforme ai regolamenti.

### Arrivati al traguardo
| Pos. | Nº | Pilota              | Squadra                    | Motocicletta       | Giri | Tempo     | Griglia | Punti |
| ---- | -- | ------------------- | -------------------------- | ------------------ | ---- | --------- | ------- | ----- |
| 1º   | 73 | Álex Márquez        | EG 0,0 Marc VDS            | Kalex Moto2        | 23   | 42'40.502 | 1º      | 25    |
| 2º   | 12 | Thomas Lüthi        | CarXpert Interwetten       | Kalex Moto2        | 23   | +4.452    | 5º      | 20    |
| 3º   | 44 | Miguel Oliveira     | Red Bull KTM Ajo           | KTM Moto2          | 23   | +5.322    | 7º      | 16    |
| 4º   | 7  | Lorenzo Baldassarri | Forward Racing             | Kalex Moto2        | 23   | +9.930    | 3º      | 13    |
| 5º   | 21 | Franco Morbidelli   | EG 0,0 Marc VDS            | Kalex Moto2        | 23   | +14.172   | 6º      | 11    |
| 6º   | 9  | Jorge Navarro       | Federal Oil Gresini        | Kalex Moto2        | 23   | +16.192   | 8º      | 10    |
| 7º   | 40 | Fabio Quartararo    | Pons HP40                  | Kalex Moto2        | 23   | +18.217   | 14º     | 9     |
| 8º   | 97 | Xavi Vierge         | Tech 3 Racing              | Tech 3 Mistral 610 | 23   | +19.096   | 11º     | 8     |
| 9º   | 55 | Hafizh Syahrin      | Petronas Raceline Malaysia | Kalex Moto2        | 23   | +19.179   | 23º     | 7     |
| 10º  | 30 | Takaaki Nakagami    | Idemitsu Honda Team Asia   | Kalex Moto2        | 23   | +19.361   | 4º      | 6     |
| 11º  | 24 | Simone Corsi        | Speed Up Racing            | Speed Up SF7       | 23   | +19.957   | 13º     | 5     |
| 12º  | 32 | Isaac Viñales       | BE-A-VIP SAG               | Kalex Moto2        | 23   | +20.984   | 10º     | 4     |
| 13º  | 42 | Francesco Bagnaia   | SKY Racing Team VR46       | Kalex Moto2        | 23   | +22.220   | 20º     | 3     |
| 14º  | 5  | Andrea Locatelli    | Italtrans Racing           | Kalex Moto2        | 23   | +23.501   | 18º     | 2     |
| 15º  | 68 | Yonny Hernández     | AGR Team                   | Kalex Moto2        | 23   | +23.565   | 16º     | 1     |
| 16º  | 77 | Dominique Aegerter  | Kiefer Racing              | Suter MMX2         | 23   | +24.423   | 19º     |       |
| 17º  | 41 | Brad Binder         | Red Bull KTM Ajo           | KTM Moto2          | 23   | +24.776   | 21º     |       |
| 18º  | 49 | Axel Pons           | RW Racing GP               | Kalex Moto2        | 23   | +25.257   | 9º      |       |
| 19º  | 87 | Remy Gardner        | Tech 3 Racing              | Tech 3 Mistral 610 | 23   | +29.261   | 26º     |       |
| 20º  | 19 | Xavier Siméon       | Tasca Racing               | Kalex Moto2        | 23   | +30.062   | 22º     |       |
| 21º  | 37 | Augusto Fernández   | Speed Up Racing            | Speed Up SF7       | 23   | +38.420   | 28º     |       |
| 22º  | 57 | Edgar Pons          | Pons HP40                  | Kalex Moto2        | 23   | +47.235   | 29º     |       |
| 23º  | 2  | Jesko Raffin        | Garage Plus Interwetten    | Kalex Moto2        | 23   | +47.390   | 24º     |       |
| 24º  | 27 | Iker Lecuona        | Garage Plus Interwetten    | Kalex Moto2        | 23   | +54.588   | 27º     |       |
| 25º  | 89 | Khairul Idham Pawi  | Idemitsu Honda Team Asia   | Kalex Moto2        | 23   | +55.085   | 32º     |       |
| 26º  | 45 | Tetsuta Nagashima   | Teluru SAG                 | Kalex Moto2        | 23   | +57.049   | 17º     |       |
| 27º  | 22 | Federico Fuligni    | Forward Junior             | Kalex Moto2        | 23   | +1'07.344 | 30º     |       |

### Ritirati
| Nº | Pilota           | Squadra              | Motocicletta | Giri | Griglia |
| -- | ---------------- | -------------------- | ------------ | ---- | ------- |
| 23 | Marcel Schrötter | Dynavolt Intact GP   | Suter MMX2   | 21   | 15º     |
| 62 | Stefano Manzi    | SKY Racing Team VR46 | Kalex Moto2  | 15   | 25º     |
| 11 | Sandro Cortese   | Dynavolt Intact GP   | Suter MMX2   | 11   | 12º     |
| 6  | Tarran Mackenzie | Kiefer Racing        | Suter MMX2   | 3    | 31º     |

### Non partito
| Nº | Pilota      | Squadra        | Motocicletta |
| -- | ----------- | -------------- | ------------ |
| 10 | Luca Marini | Forward Racing | Kalex Moto2  |

### Squalificato
| Nº | Pilota        | Squadra          | Motocicletta | Giri | Tempo  | Griglia |
| -- | ------------- | ---------------- | ------------ | ---- | ------ | ------- |
| 54 | Mattia Pasini | Italtrans Racing | Kalex Moto2  | 23   | +3.525 | 2º      |

## Moto3
Joan Mir con la Honda NSF250R del team Leopard Racing vince la gara della classe Moto3. Il pilota spagnolo, giunto alla quarta vittoria stagionale (quinta della sua carriera nel motomondiale) chiude al primo posto davanti a Romano Fenati del team Marinelli Rivacold Snipers ed a Jorge Martín del team Del Conca Gresini.
Con questo risultato, Mir rafforza la prima posizione nella graduatoria generale, portandosi a 133 punti, sale al secondo posto Fenati con 88 punti, mentre scende al terzo posto Arón Canet (quinto in questa gara) con 85 punti.

### Arrivati al traguardo
| Pos. | Nº | Pilota                 | Squadra                    | Motocicletta   | Giri | Tempo     | Griglia | Punti |
| ---- | -- | ---------------------- | -------------------------- | -------------- | ---- | --------- | ------- | ----- |
| 1º   | 36 | Joan Mir               | Leopard Racing             | Honda NSF250R  | 22   | 42'11.846 | 4º      | 25    |
| 2º   | 5  | Romano Fenati          | Marinelli Rivacold Snipers | Honda NSF250R  | 22   | +0.191    | 3º      | 20    |
| 3º   | 88 | Jorge Martín           | Del Conca Gresini          | Honda NSF250R  | 22   | +0.279    | 1º      | 16    |
| 4º   | 33 | Enea Bastianini        | Estrella Galicia 0,0       | Honda NSF250R  | 22   | +0.462    | 7º      | 13    |
| 5º   | 44 | Arón Canet             | Estrella Galicia 0,0       | Honda NSF250R  | 22   | +0.674    | 5º      | 11    |
| 6º   | 42 | Marcos Ramírez         | Platinum Bay Real Estate   | KTM RC 250 GP  | 22   | +0.740    | 6º      | 10    |
| 7º   | 21 | Fabio Di Giannantonio  | Del Conca Gresini          | Honda NSF250R  | 22   | +1.143    | 8º      | 9     |
| 8º   | 16 | Andrea Migno           | SKY Racing Team VR46       | KTM RC 250 GP  | 22   | +1.389    | 20º     | 8     |
| 9º   | 8  | Nicolò Bulega          | SKY Racing Team VR46       | KTM RC 250 GP  | 22   | +1.662    | 16º     | 7     |
| 10º  | 24 | Tatsuki Suzuki         | SIC58 Squadra Corse        | Honda NSF250R  | 22   | +1.863    | 9º      | 6     |
| 11º  | 23 | Niccolò Antonelli      | Red Bull KTM Ajo           | KTM RC 250 GP  | 22   | +2.088    | 10º     | 5     |
| 12º  | 17 | John McPhee            | British Talent             | Honda NSF250R  | 22   | +5.671    | 17º     | 4     |
| 13º  | 65 | Philipp Öttl           | Südmetall Schedl GP Racing | KTM RC 250 GP  | 22   | +8.631    | 15º     | 3     |
| 14º  | 12 | Marco Bezzecchi        | CIP                        | Mahindra MGP3O | 22   | +16.603   | 24º     | 2     |
| 15º  | 64 | Bo Bendsneyder         | Red Bull KTM Ajo           | KTM RC 250 GP  | 22   | +17.089   | 13º     | 1     |
| 16º  | 71 | Ayumu Sasaki           | SIC Racing                 | Honda NSF250R  | 22   | +17.128   | 18º     |       |
| 17º  | 58 | Juanfran Guevara       | RBA BOE Racing             | KTM RC 250 GP  | 22   | +21.614   | 2º      |       |
| 18º  | 7  | Adam Norrodin          | SIC Racing                 | Honda NSF250R  | 22   | +22.362   | 30º     |       |
| 19º  | 48 | Lorenzo Dalla Porta    | Aspar Mahindra             | Mahindra MGP3O | 22   | +22.718   | 12º     |       |
| 20º  | 96 | Manuel Pagliani        | CIP                        | Mahindra MGP3O | 22   | +22.754   | 26º     |       |
| 21º  | 41 | Nakarin Atiratphuvapat | Honda Team Asia            | Honda NSF250R  | 22   | +22.888   | 23º     |       |
| 22º  | 84 | Jakub Kornfeil         | Peugeot MC Saxoprint       | Peugeot        | 22   | +23.376   | 29º     |       |
| 23º  | 27 | Kaito Toba             | Honda Team Asia            | Honda NSF250R  | 22   | +24.243   | 14º     |       |
| 24º  | 14 | Tony Arbolino          | SIC58 Squadra Corse        | Honda NSF250R  | 22   | +33.334   | 25º     |       |
| 25º  | 11 | Livio Loi              | Leopard Racing             | Honda NSF250R  | 22   | +33.396   | 22º     |       |
| 26ª  | 6  | María Herrera          | AGR Team                   | KTM RC 250 GP  | 22   | +41.707   | 28ª     |       |
| 27º  | 4  | Patrik Pulkkinen       | Peugeot MC Saxoprint       | Peugeot        | 22   | +1'10.768 | 32º     |       |
| 28º  | 81 | Aleix Viu              | 42 Motorsport              | KTM RC 250 GP  | 22   | +1'33.544 | 31º     |       |

### Ritirati
| Nº | Pilota          | Squadra                    | Motocicletta  | Giri | Griglia |
| -- | --------------- | -------------------------- | ------------- | ---- | ------- |
| 40 | Darryn Binder   | Platinum Bay Real Estate   | KTM RC 250 GP | 21   | 21º     |
| 95 | Jules Danilo    | Marinelli Rivacold Snipers | Honda NSF250R | 21   | 19º     |
| 19 | Gabriel Rodrigo | RBA BOE Racing             | KTM RC 250 GP | 6    | 11º     |
| 63 | Vicente Pérez   | Reale Avintia Academy      | KTM RC 250 GP | 4    | 27º     |